# يو إس إس ميزوري (إس إس إن-780)

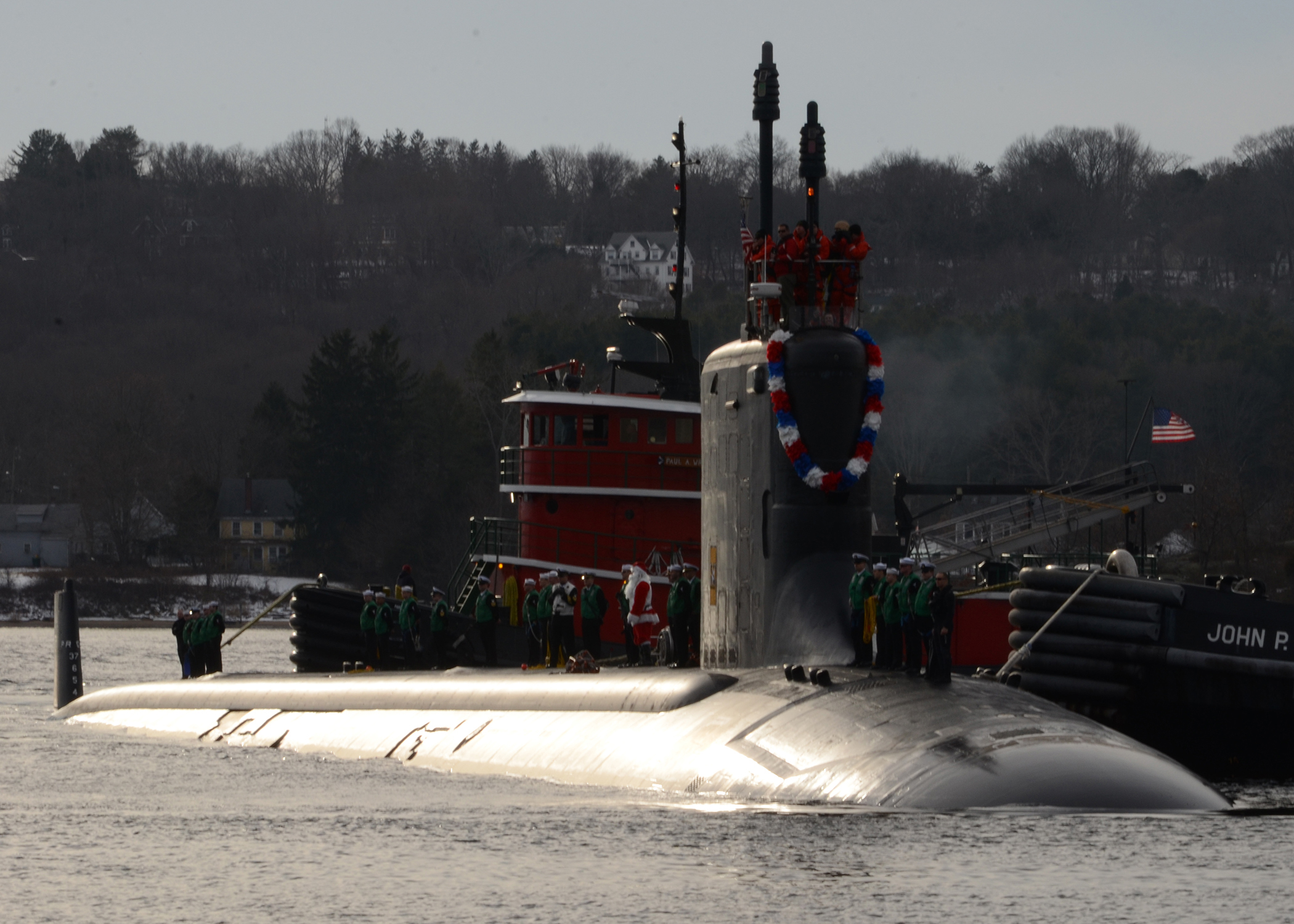
غواصة ميسوري (إس إس إن) في شهر ديسمبر عام 2009م.

يو إس إس ميسوري (بالإنجليزية: USS Missouri (SSN-780))‏، هي غواصة عسكرية أمريكية، أدخلت إلى الخدمة البحرية الأمريكية عام 2009م، وتعمل بالطاقة النووية.